# Новина (новела)
«Новина»  — новела українського письменника Василя Стефаника.
В основу сюжету новели В.Стефаника покладена реальна подія 1898 року, що трапилася в селі Трійці. В листуванні В. Стефаника з В. Морачевським та з О. Кобилянською є листи, в яких передана ситуація майбутньої новели як дійсний факт, що його розповіла авторові сама дочка вбивці, батрака Михайла із с. Трійця, на Покутті; цей факт і став джерелом новели.

## Сюжет
У селі сталася новина: Гриць Летючий втопив меншу дочку, а старша випросилася. Тепер про нього заговорили всі, хоча раніше мало й знали, як він жив. Не міг собі дати ради з дітьми без жінки. Ніхто не хотів з ним одружуватися, бо коби-то лишень діти, але то ще й біда і нестатки.
Вже два роки по смерті дружини тяжко бідував чоловік, взимку не топили навіть хати, жили на печі.
Одного разу Гриць приходить додому. Діти просять їсти, чим дратують пригніченого тата. Він жалкує, що навіть чума оминає його хату. Гриць дивиться на дітей, і йому в голову западає думка: «Мерці», яка спочатку лякає його, а потім призводить до страшного рішення.
Батько говорить дочкам, що вони вирушають в гості, а по дорозі кидає меншу дочку у воду. Старша просить не топити її. Коли дочка відійшла, тато кричить, щоб вона взяла дрючок відганяти собак. Не бажає їй зла батько, переймається її долею: «Будеш бідити змалку, а потім підеш у мамки та й знов лиш бідити». Гриць закочує штани, «аби перейти ріку, бо туда була дорога до моста. Вступив уже у воду по кістки та задеревів. — Мнє оца і сина і світого духа аминь. Очинаш, іже єси на небесі і на землі… Вернувся і пішов до моста».

### Життєва основа
В основу новели покладено конкретну подію, яка трапилася на Покутті наприкінці голодного 1898 року в селі Трійці. «У Трійці вмерла жінка одного чоловіка i лишила двоє дітей. Не було кому їх чесати i обперати. Одного вечора взяв чоловік маленьку дитину на руки, а май (трохи) більшу за руку й повів до Прута топити. Маленьку кинув у воду, а старша взялася просити. „Но то йди собі сама додому й газдуй, а я йду до суду замельдуватися. Заки я вернусь з криміналу, то ти давно вже у …мамках будеш“. Та й розійшовся тато з донькою», — з гіркотою писав про цей трагічний факт Стефаник Кобилянській 14 жовтня 1898 року.

## Аналіз
Тема твору — зображення складних, навіть екстремальних, умов життя селянина та спроби знайти вихід з цього становища, що стає причиною трагедії.
Композиційна особливість новели у тому, що вона починається з розв'язки. «У селі з'явилася новина, що Гриць Летючий утопив у ріці свою дівчинку». Надалі у творі Стефаник розкриває соціально-психологічні причини такого жахливого вчинку головного героя. Життя в постійних злиднях, коли нема чим годувати маленьких дітей, змушує Гриця вдатися до вбивства. Його охоплює розпач та власне безсилля — дружина померла, діти голодують, всю зиму він провів у пошуках кусня хлібу та зігріваючи своїх діточок на холодній печі.
Проблематика твору — конфлікт батьківської любові та моральних цінностей з реаліями життя в умовах голоду та злиднів. Автор закликає до активних кроків, відстоювання свого права на краще життя.
В своєму творі Стефаник зображуючи дітовбивство, не засуджує героя, намагаючись змістити акцент на передумови цього вчинку, не стає на сторону головного героя, але співчуває йому.
Основною ідеєю твору є спроможність протистояння суспільним умовам.

### Пояснення місцевих, запозичених та застарілих слів
- Бучок — дрючок, палиця.
- Глемедати — глидати, глитати.
- Дьидя — батько, тато.
- Задеревіти — здерев'яніти, одубіти; заціпеніти.
- Май — (у контексті) мабуть; таки.
- Мелдуватися — зголоситися, повідомити про щось.
- Меш — матимеш, будеш.
- Начинятися — набивати шлунок.
- Напудитися — застрашитися, злякатися.
- Ніц — нічого.
- Пас — (у контексті) пояс, смуга, `обід.
- Пацити — терпіти, зносити.